# Georg Gindl
Georg Gindl (* 13. Juni 1916 in Pillichsdorf; † 29. Oktober 1990 in Bad Hall) war ein österreichischer Politiker (ÖVP), Landwirt und Weinbauer. Er war von 1969 bis 1979 Abgeordneter zum Landtag von Niederösterreich.

## Leben
Gindl diente ab 1939 im Zweiten Weltkrieg und kehrte 1946 aus amerikanischer Kriegsgefangenschaft zurück. Er war danach als Landwirt und Weinhauer in Pillichsdorf tätig. 1946 wurde er in den Gemeinderat der Gemeinde Pillichsdorf gewählt, zwischen 1947 und 1965 hatte er das Amt des Vizebürgermeisters inne. Gindl engagierte sich zwischen 1950 und 1970 als Bezirksbauernkammerobmann, zudem war er ab 1965 Vorsitzender des Landesausschusses Niederösterreich der Sozialversicherungsanstalt der Bauern. Des Weiteren war er in zahlreichen Funktionen in landwirtschaftlichen Organisationen und Genossenschaften aktiv. Gindl, der die ÖVP zwischen dem 20. November 1969 und dem 19. April 1979 im Landtag vertrat, wurde der Berufstitel Ökonomierat verliehen.

## Auszeichnungen
- 1979: Großes Silbernes Ehrenzeichen für Verdienste um die Republik Österreich[1]